# Guilanyà
Guilanyà és una masia situada al municipi de Navès, a la comarca catalana del Solsonès. És un monument protegit com a Patrimoni Arquitectònic Català.

## Situació
Sota la llarga paret dels cingles meridionals de la Serra de Busa, s'estenen, cap al sud, entre els rius Cardener i l'Aigua d'Ora, un conjunt de serres que, des de 1.300 msnm, van perdent altitud de forma regular fins als plans de Navès, a uns 600 msnm, ja en la depressió central. En la comarca es coneixen com a muntanyes de Guilanyà, de Marcinyac i de Gramoneda, relacionant-les amb tres masies de molta nomenada. L'orografia d'aquestes serres és molt trencada per diverses rases i torrents que han llaurat unes valls molt profundes, sobretot en la seva part inicial, deixant pocs indrets aptes per al cultiu. Per això les masies es distribueixen d'una manera molt esparsa a la zona.
La masia de Guilanyà aprofita una carena a la falda sud del Serrat de la Creu, a 1.200 metres d'altitud, on s'estenen uns abundosos camps de conreu, degudament abancalats, guanyats en pretèrites arrabassades als frondosos boscos que l'envolten.
Situada a la capçalera de la rasa de Ventolra, al sud-oest de Busa, domina d'una forma espectacular la profunda rasa de Ventolra en tota la seva longitud i, al mateix temps, la seva silueta és visible des de tota la plana interior del Solsonès.

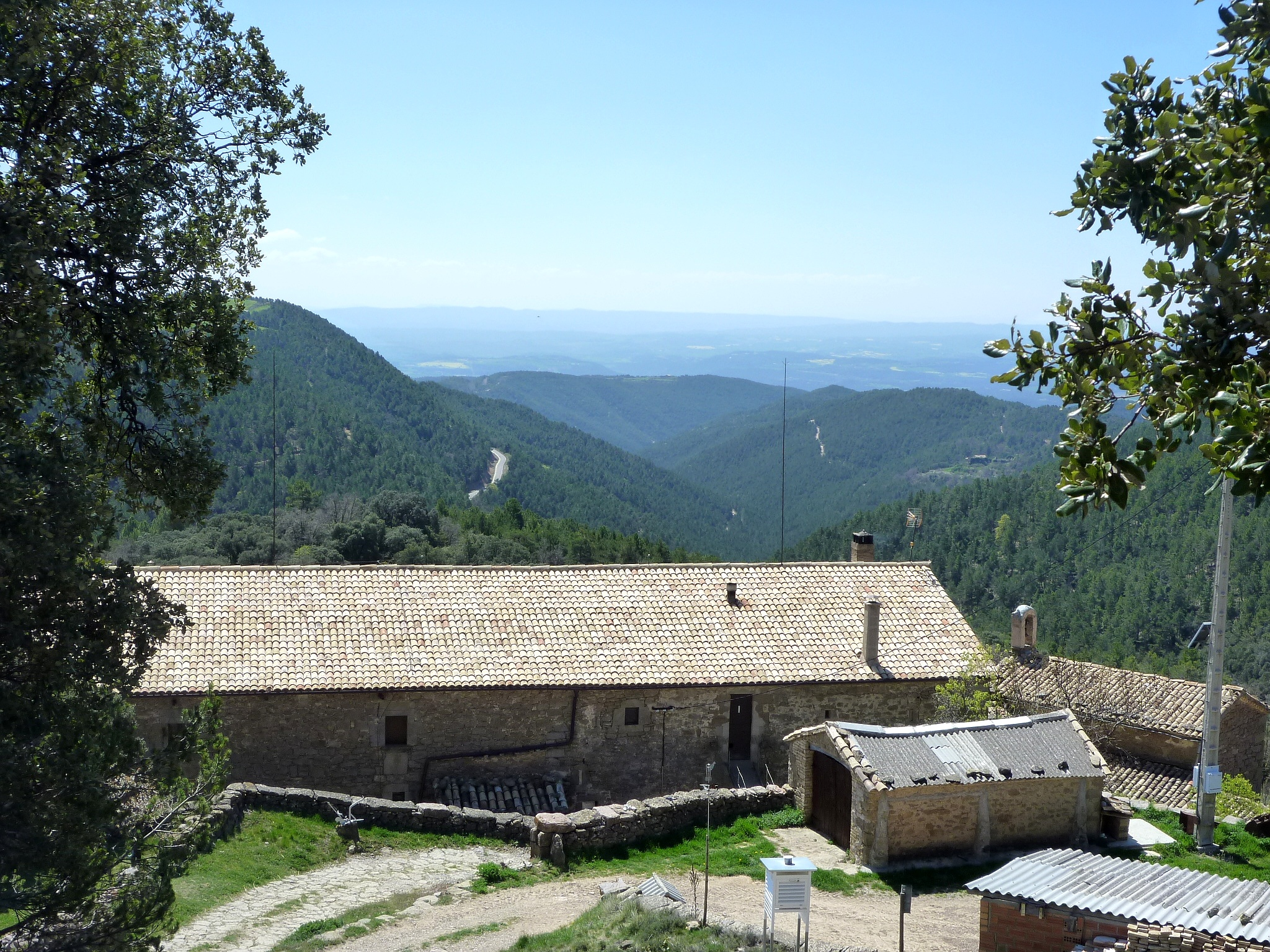
La rasa de Ventolra als seus peus

## Descripció
Gran masia de planta rectangular i teulada a doble vessant orientada est - oest, amb porta principal d'arc de mig punt i adovellada, a la cara oest. Diversa tipologia d'obertures. A la cara sud, grans arcades adovellades tapiades, i a les que s'hi ha obert obertures més petites. Planta baixa amb sòl de pedra i sostre de bigues. Conserva el forn i la premsa de vi. Parament de carreus irregulars amb morter i llindes de pedra tallada i picada.

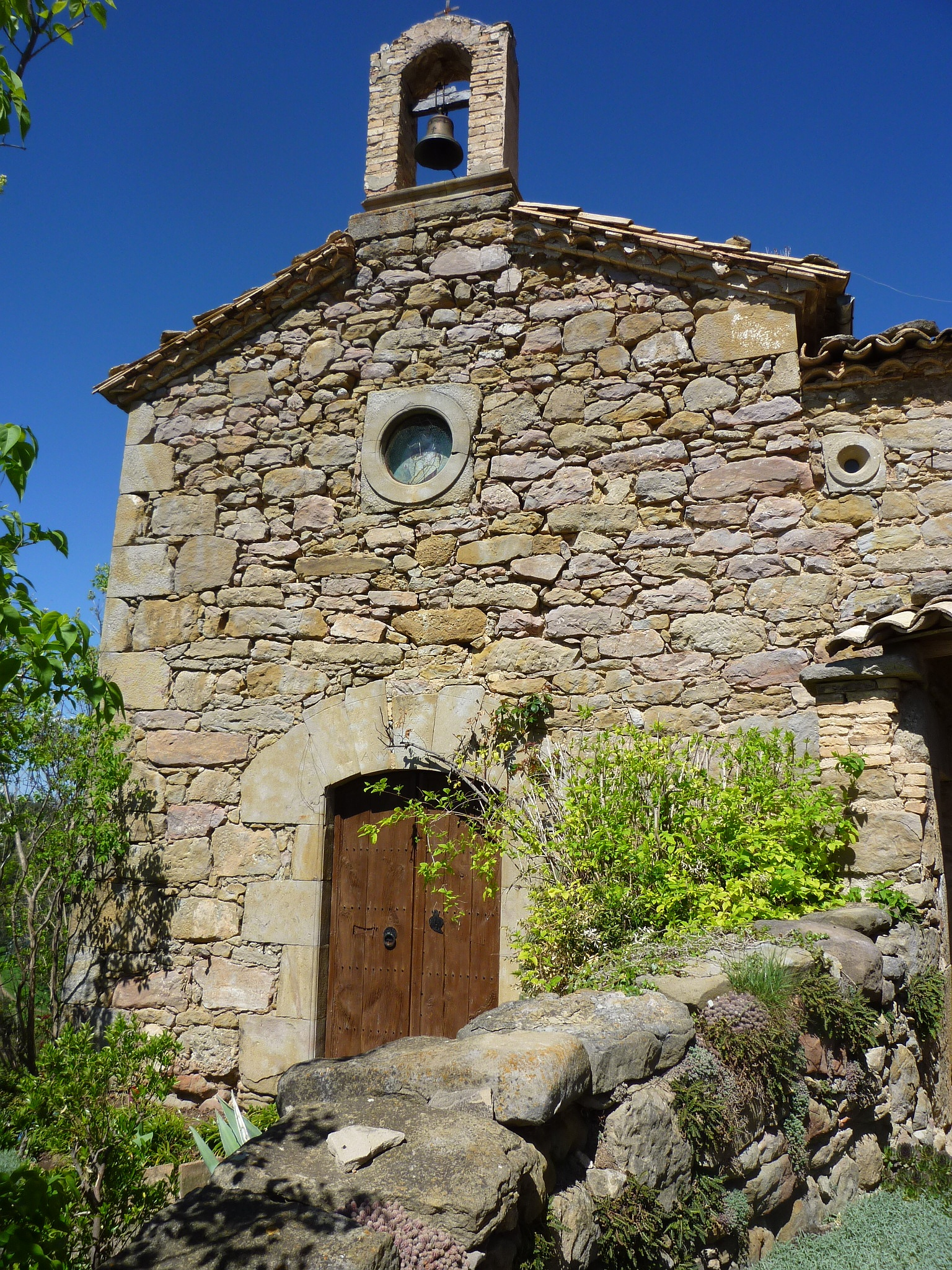
Santes Creus de Guilanyà

## Santes Creus de Guilanyà
A la part de ponent de la masia s'aixeca la senzilla ermita de Santes Creus. Orientada de sud-est a nord-oest, té la porta adovellada amb arc de mig punt i un òcul a la façana. Teulada a doble vessant i espadanya d'obra vista amb petita campana. Les parets de carreus irregulars amb llindes de pedra tallada i picada. Els voltants enjardinats donen fe de la cura que els amos de Guilanyà tenen tant de la capella com de la masia.

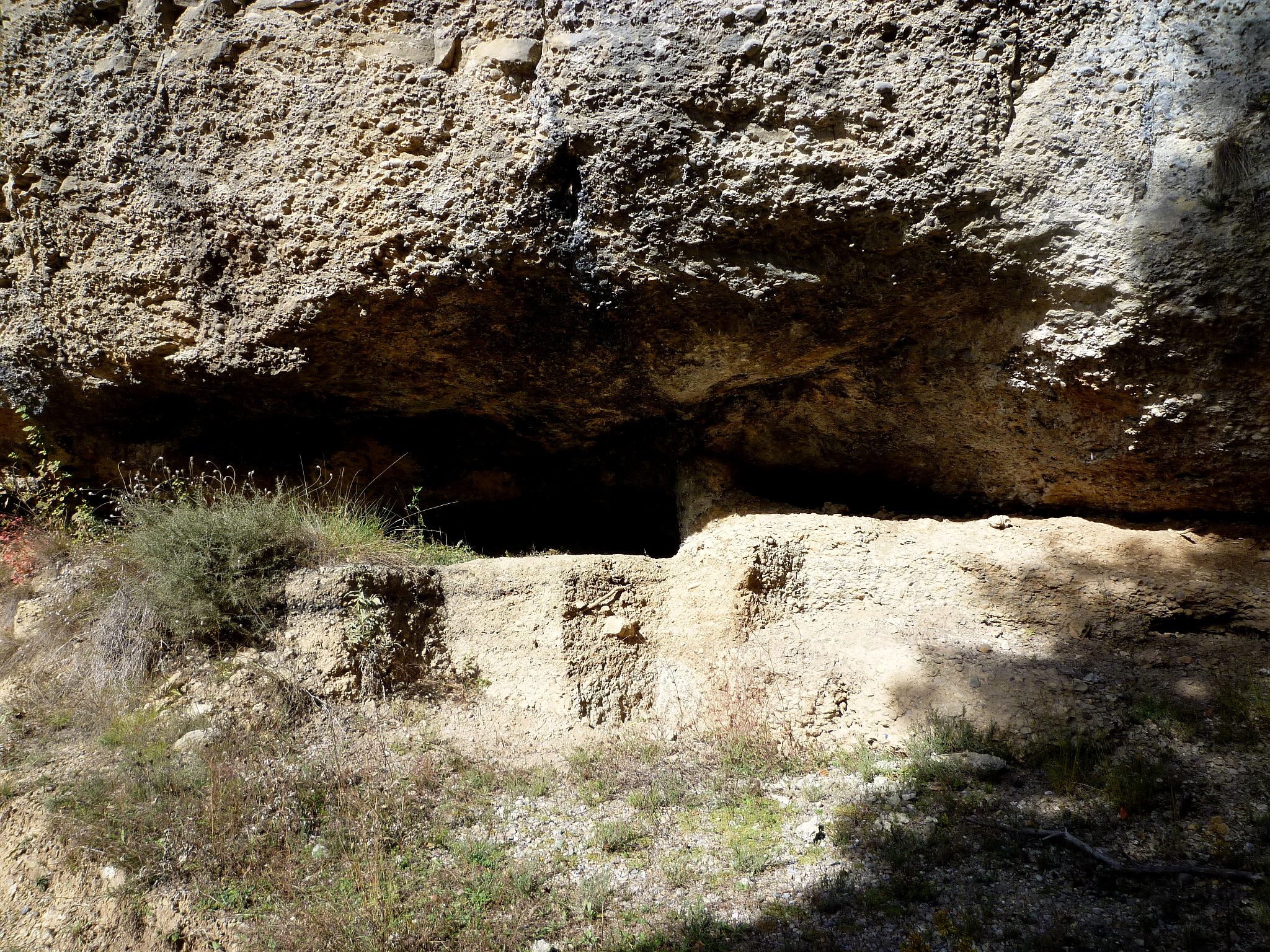
Balma de Guilanyà

## Balma de Guilanyà
També coneguda com a Balma de la Guineu, és un petit abric rocós de conglomerat que es troba al peu de la pista que mena a Busa (42° 5′ 12.44″ N, 1° 36′ 33.57″ E / 42.0867889°N,1.6093250°E). Quan l'any 1992 es realitzaren obres d'arranjament a la pista forestal que puja a la masia de Guilanyà, es posaren al descobert diverses restes arqueològiques. Sis campanyes d'excavació han certificat la importància del jaciment.

## Per anar-hi
A la carretera C-26, al seu pas pel terme de Navès, al km. 114,2 (42° 0′ 5.45″ N, 1° 36′ 22.29″ E / 42.0015139°N,1.6061917°E) cal prendre la carretera a Besora i Busa. Carretera asfaltada i ben senyalitzada que seguirem fins que:
1. - Al km. 11,1 (42° 5′ 12.44″ N, 1° 36′ 33.57″ E / 42.0867889°N,1.6093250°E) trobarem a l'esquerra i al peu de la balma de Guilanyà el trencall que porta a la masia (senyalitzat). Aquí caldrà continuar a peu perquè la pista està barrada al pas de vehicles. Hi ha 1,5 km. fins a la masia que no es fan pesats, ja que es travessa un magnífic bosc mixt amb abundosa varietat vegetal.
2. - Si deixem el trencall i continuem carretera amunt, al km. 12 (42° 5′ 26.8″ N, 1° 36′ 52.38″ E / 42.090778°N,1.6145500°E) arribarem al coll d'Arques, ja sota el cingle de la Guàrdia de Busa. Aquí deixarem el vehicle i continuarem a peu per la pista que va en direcció oest que també té el pas barrat. La pista circula per la carena que separa les fondalades de les Cases de Posada, al nord, i la rasa de Ventolra al sud, pel vessant nord del serrat de Cabanelles. No tardarem a arribar a la vista de la masia de la Serra de Guilanyà. Passarem a prop d'aquesta masia i als 1,5 km. arribarem a Guilanyà. És un passeig molt agradable, amb un mínim desnivell i unes magnífiques vistes de la zona sud de la Vall de Lord.